# August 2022
Acest articol este generat integral pe baza informațiilor din articolul 2022 și este actualizat periodic de un robot.
 Editările făcute în articol vor fi șterse la următoarea actualizare! Dacă doriți să faceți modificări, editați articolul-sursă.

ianuarie -
februarie -
martie -
aprilie -
mai -
iunie -
iulie -
august -
septembrie -
octombrie -
noiembrie -
decembrie
August 2022 a fost a opta lună a anului și a început într-o zi de luni.

## Evenimente
- 1 august: Prima navă cu cereale ucrainene pleacă din portul Odesa către Liban după ce a fost semnat un acord cu Rusia.
- 1 august: Peste două milioane de oameni sunt sub avertismente de steag roșu în Statele Unite, deoarece incendiile de vegetație continuă să se răspândească în California de Nord, Oregon, Washington, Montana, Dakota de Sud și Nebraska.
- 1 august: Un elicopter al Corpului de aviație al armatei pakistaneze care transporta mai mulți oficiali înalți ai armatei pakistaneze s-a prăbușit în Balochistan. Salvatorii nu au ajuns încă la locul accidentului din cauza inundațiilor în curs de desfășurare în regiune.
- 1 august: O postare făcută de contul de socializare VK al lui Dmitri Medvedev, actualul vicepreședinte al Consiliului de Securitate al Rusiei și fost președinte al Rusiei, se referă la Georgia și Kazahstan ca fiind creații „artificiale” și pledează pentru revenirea celor două țări la suveranitatea Rusiei. Postarea este rapid eliminată și atribuită hackerilor.
- 1 august: Autoritățile iraniene anunță arestarea mai multor membri ai Credinței Baháʼí sub acuzația de spionaj.
- 1 august: Cetățenii din Insulele Cook se îndreaptă spre vot pentru a vota la alegerile generale.
- 2 august: Președintele Camerei SUA, Nancy Pelosi, sosește în Taiwan, în ciuda amenințărilor chineze de acțiune militară ca răspuns la vizita sa. Pelosi este cel mai înalt oficial american care a vizitat insula autonomă de la Newt Gingrich în 1997.
- 2 august: Armata Populară de Eliberare este pusă în alertă maximă și spune că va lansa „operațiuni militare direcționate” ca răspuns la vizita lui Pelosi în Taiwan.
- 2 august: Curtea Supremă a Rusiei declară Regimentul Azov organizație teroristă.
- 3 august: Ciocnirile reaprinse în regiunea disputată Nagorno-Karabah dintre Armenia și Azerbaidjan au ucis trei soldați și răniți alți paisprezece.
- 3 august: Un jurnalist din Belarus este condamnat la cinci ani de închisoare pe fondul unei represiuni guvernamentale asupra mass-media, în urma protestelor care au avut loc după alegerile prezidențiale din Belarus din 2020.
- 3 august: Jucătoarea americană de baschet Brittney Griner a fost condamnată la nouă ani de închisoare de către un tribunal rus după ce a fost găsită vinovată de aducerea în Rusia a cartușelor de vape cu canabis.
- 3 august: Premierul din Peru Aníbal Torres demisionează invocând „motive personale”, pe fondul multiplelor anchete penale care se concentrează pe președintele Pedro Castillo.
- 4 august: Amnesty International publică un raport în care susține că forțele ucrainene au pus civili în pericol prin stabilirea de baze și operarea sistemelor de arme în zone rezidențiale, școli, spitale, încălcând dreptul internațional umanitar, deoarece transformă obiecte civile în ținte militare.
- 4 august: Banca Angliei își ridică rata dobânzii de referință de la 1,25% la 1,75% în cea mai mare creștere a ratei unice din 1995.
- 4 august: Administrația Biden declară că focarul de variolă a maimuței în curs de desfășurare este o urgență de sănătate publică.
- 4 august: China desfășoară cel mai mare exercițiu cu foc real vreodată în jurul Taiwanului, ca răspuns la o vizită controversată a Nancy Pelosi, cel mai înalt oficial american care a vizitat Taiwan din anii 1990.
- 5 august: Rusia bombardează centrala nucleară Zaporizhzhia, distrugând o unitate de azot-oxigen și o linie electrică de înaltă tensiune, potrivit Enerhoatom.
- 5 august: Israelul a lansat lovituri aeriene în Fâșia Gaza, ucigând liderul militar al Jihadului Islamic Tayseer Jabari.
- 5 august: Mișcarea Forțelor Democratice din Casamance semnează un acord de pace cu guvernul Senegalului, angajându-se să depună armele pentru a lucra la o soluție permanentă.
- 5 august: Președintele rus Vladimir Putin semnează un decret care interzice investitorilor din „țări neprietenoase” să-și vândă activele în băncile rusești, entități strategice și proiecte energetice și de mărfuri până pe 31 decembrie.
- 5 august: Rezultatele provizorii arată că coaliția Benno Bokk Yakaar câștigă 82 de locuri, cu 1 loc sub majoritatea absolută, în timp ce 80 de locuri au fost câștigate de coalițiile de opoziție Yewwi Askan Wi și Wallu Sénégal la alegerile generale din Senegal.
- 5 august: Partidul Laburist de opoziție din Saint Kitts și Nevis, condus de Terrance Drew, câștigă alegerile generale anticipate pentru Adunarea Națională. Drew devine prim-ministru ales.
- 6 august: Israelul lansează lovituri aeriene pentru a doua zi în Fâșia Gaza, ucigând 14 persoane și rănind mai multe altele. Nouăsprezece membri palestinieni ai Jihadului Islamic sunt, de asemenea, arestați în Cisiordania.
- 7 august: Israelul și Jihadul Islamic semnează un acord de încetare a focului pentru Fâșia Gaza.
- 7 august: Omar Khalid Khorasani, militantul taliban pakistanez înalt, și alți trei militanți au murit într-o explozie în provincia Paktika, Afganistan.
- 7 august: Gustavo Petro este inaugurat ca primul președinte de stânga al Columbiei.
- 8 august: Guvernul Ciadului și peste 30 de facțiuni rebele și de opoziție semnează un acord de pace în cadrul discuțiilor de la Doha, Qatar. Cu toate acestea, principalul grup rebel Frontul pentru schimbare și concordanță din Ciad respinge acordul, spunând că negociatorii nu le-au ascultat cererile, care includeau eliberarea prizonierilor politici.
- 8 august: Pentagonul anunță că va trimite Ucrainei o asistență militară suplimentară de 1 miliard de dolari, inclusiv alte zeci de mii de muniții și explozibili. Acesta este cel mai mare ajutor acordat țării de la începutul invaziei.
- 8 august: Rusia suspendă inspecțiile New START ale armelor sale nucleare ca răspuns la restricțiile de călătorie impuse de Statele Unite și aliații săi.
- 8 august: Biroul Federal de Investigații execută un mandat de percheziție la Mar-a-Lago, reședința principală a fostului președinte american Donald Trump, ca parte a unei investigații a Departamentului de Justiție asupra lui Trump.
- 9 august: Au fost raportate explozii multiple la o bază aeriană militară rusă de lângă Novofedorivka, în vestul Crimeei. Cel puțin o persoană este ucisă și alte șase sunt rănite, potrivit autorităților din Crimeea.
- 9 august: Ibrahim al-Nabulsi, șeful local al Brigăzilor Martirilor al-Aqsa, și alte două persoane sunt ucise în timpul unui raid al soldaților israelieni în Nablus. Alți cel puțin 40 sunt răniți.
- 9 august: Compania Transneft din Rusia spune că Ucraina a suspendat fluxurile de petrol rusești prin conducta Druzhba către Republica Cehă, Ungaria și Slovacia, după ce nu a putut plăti taxe de tranzit către operatorul de conducte UkrTransNafta din Ucraina. Compania de conducte din Republica Cehă spune că se așteaptă ca livrările prin conductă să repornească în câteva zile.
- 9 august: Pompierii din Cuba țin sub control un incendiu catastrofal la un terminal petrolier din Matanzas, după ce acesta a scăpat de sub control timp de cinci zile consecutive, distrugând 40% din principala unitate de depozitare a combustibilului din țară și a provocat pene de curent pe scară largă.
- 9 august: Autoritățile din Insulele Marshall confirmă primele cazuri de transmitere comunitară a COVID-19 în capitala Majuro. Ulterior, guvernul anunță că începutul anului școlar va fi amânat și, de asemenea, suspendă zborurile și călătoriile cu barca către insulele exterioare ale țării.
- 9 august: Rusia interzice importul de produse agricole din Moldova începând cu 15 august din cauza „detectării repetate a obiectelor de carantină periculoase în produsele moldovenești care intră în Rusia”.
- 9 august: Alegeri generale în Kenya. Kenyienii sunt chemați în această zi să voteaze la alegerile generale naționale.
- 9 august: Roscosmos lansează satelitul de observare a Pământului Khayyam al Agenției Spațiale Iraniene de la Cosmodromul Baikonur din Kazahstan.
- 9 august: Oamenii de știință spun că au descoperit AS 209, o exoplanetă nou-născută de dimensiunea lui Jupiter prin intermediul telescopului Atacama Large Millimeter Array din Chile.
- 10 august: Forțele ruse instalează sisteme de apărare aeriană la Centrala nucleară Zaporije din Regiunea Zaporijjea, Ucraina, potrivit șefului administrației desemnate de Moscova a regiunii Zaporizhzhia, Yevhen Balytskyi.
- 10 august: Domino's Pizza își închide toate magazinele din Italia după ce deținătorul său de franciză ePizza SpA a depus faliment. Lanțul american de restaurante spune că a fost grav afectat de restricțiile COVID-19 din țară.
- 10 august: În Sierra Leone au loc proteste antiguvernamentale, cerând înlăturarea președintelui Julius Maada Bio. Atât protestatari, cât și polițiști sunt uciși în timpul ciocnirilor.
- 10 august: Ambasada Uzbekistanului în Rusia îi avertizează pe cetățenii săi să nu se alăture forțelor ruse care invadează Ucraina, spunând că cei care fac acest lucru vor fi răspunzători penal pentru mercenarism la întoarcerea în Uzbekistan.
- 10 august: James Marape este reales fără opoziție ca prim-ministru de către Parlament, după ce partidul său Pangu Pati a câștigat alegerile generale din iulie din Papua Noua Guinee.
- 11 august: Clericul Rahimullah Haqqani este ucis de un atacator sinucigaș la un seminar din Kabul, Afganistan. IS-KP își revendică responsabilitatea pentru ucidere.
- 11 august: Parlamentul leton declară Rusia drept stat sponsor al terorismului.
- 11 august: Letonia și Estonia s-au retras din grupul de cooperare cu China al țărilor din Europa Centrală și de Est.
- 11 august: Sierra Leone declară situație de urgență la nivel național pe fondul protestelor antiguvernamentale care au ucis doi polițiști și un civil. Țara din Africa de Vest se confruntă în prezent cu o inflație record.
- 11 august: Administrația militaro-civilă a Regiunii Zaporijjea încep pregătirile pentru un referendum privind aderarea regiunii la Rusia, care va avea loc pe 11 septembrie.
- 12 august: Ministerul german al Apărării suspendă operațiunile aeriene de recunoaștere și transport ale armatei sale în Mali, după ce guvernul din Mali a negat plecarea unuia dintre zborurile lor.
- 12 august: Scriitorul anglo-indian Salman Rushdie este atacat la un eveniment public din Chautauqua, New York, Statele Unite, având multiple răni înjunghiate la gât și abdomen. Suspectul este arestat de poliția statului New York.
- 12 august: O navă sub pavilionul statului Belize pleacă din Ciornomorsk către Turcia, devenind primul export de grâu din Ucraina în baza unui acord intermediat de Națiunile Unite.
- 12 august: Agenția de Mediu din Anglia declară secetă în opt din cele paisprezece zone ale sale, pe fondul unui val de căldură în curs.
- 12 august: O moarte în masă a peștilor are loc în râul Oder din Polonia. Oficialii polonezi o numesc o „catastrofă ecologică”, prim-ministrul Mateusz Morawiecki jurând că îi „pedepsește” pe cei responsabili. Publicul a fost avertizat să nu intre în apă pe fondul temerilor de o posibilă contaminare.
- 12 august: Un judecător de la Înalta Curte este reținut în urma unei tentative eșuate de deportare a guvernului din Kiribati.
- 12 august: Un bărbat muntenegrean ucide o femeie și doi copii în casa lor din Cetinje, înainte de a deschide focul pe străzi împotriva unor civili la întâmplare, ucigând șapte persoane și rănind alte șase. Ulterior, făptuitorul este ucis de un cetățean înarmat.
- 12 august: Președintele sud-coreean Yoon Suk-yeol îl grațiază pe fostul director Samsung Lee Jae-yeong, care era eliberat condiționat pentru luare de mită.
- 12 august: Vicepreședintele Paraguayului, Hugo Velázquez Moreno, își anunță demisia după ce a fost acuzat de corupție de către Statele Unite, de care neagă că se face vinovat.
- 13 august: Furtuna tropicală Meari ajunge la uscat în centrul Japoniei, provocând ploi abundente și vânturi puternice. 72.000 de oameni sunt evacuați din orașul Shizuoka.
- 13 august: Ministerul german al Mediului spune că o substanță necunoscută, foarte toxică, este responsabilă de moartea în masă a faunei sălbatice din râul Oder. Niveluri ridicate de mercur au fost găsite și în râu. Prim-ministrul polonez Mateusz Morawiecki spune că râul va dura ani pentru a „reveni la normal”.
- 13 august: O persoană a murit și alte 40 sunt rănite când o scenă de la un festival de muzică din Cullera, Valencia, Spania, se prăbușește din cauza vântului puternic cauzat de o explozie de căldură din apropiere.
- 13 august: Talibanii dispersează în mod violent o demonstrație a activiștilor pentru drepturile femeilor care mărșăluiau către ministerul educației din Kabul pentru a cere drepturi mai largi, urmărind și bătând femei și trăgând focuri de armă în aer.
- 13 august: Înotătorul român David Popovici doboară recordul mondial de 13 ani la 100 m liber cu un timp de 46.86.
- 14 august: Un bărbat înarmat de origine palestiniană deschide focul în interiorul unui autobuz în orașul vechi al Ierusalimului, rănind opt persoane, dintre care două grav. Ulterior, poliția israeliană a făcut o raid în cartierul Silwan, unde locuia suspectul, și l-a arestat.
- 14 august: Cel puțin 41 de persoane au murit și alte 45 sunt rănite într-un incendiu la biserica ortodoxă coptă Sfântul Mercurie din Giza, Egipt.
- 14 august: Peste 1.500 de persoane sunt evacuate din Zaragoza, Spania, din cauza incendiilor.
- 14 august: Șase persoane au murit, alte 60 au fost rănite și alte 18 au fost date dispărute într-o explozie la o zonă de depozitare a artificiilor a unui mall din Erevan, Armenia. Primarul orașului a declarat că erau oameni prinși sub dărâmături.
- 15 august: Franța își încheie oficial intervenția militară în Mali după ce și-a retras ultimele trupe rămase dintr-o bază militară din Gao. Baza a fost predată forțelor armate maliene înainte ca forțele franceze să treacă în Nigerul vecin.
- 15 august: Patru paramilitari ruși ai Grupului Wagner au fost uciși în timpul unei ambuscade a militanților Jama'at Nasr al-Islam wal Muslimin în Bandiagara.
- 15 august: Talibanii organizează o paradă de Ziua Victoriei la prima aniversare de la capturarea Kabulului.
- 15 august: Israelul lansează o serie de atacuri aeriene asupra Damascului și Tartus, Siria, ucigând trei soldați și rănind alți trei.
- 15 august: Statele Unite impun sancțiuni asupra a trei membri de rang înalt ai cabinetului președintelui liberian George Weah, acuzându-i de corupție.
- 15 august: Prim-ministrul Noii Zeelande, Jacinda Ardern, anunță desfășurarea a 120 de soldați neozeelandezi în Regatul Unit pentru a pregăti forțele ucrainene.
- 15 august: Tribunalul juntei militare din Myanmar condamnă fostul consilier de stat Aung San Suu Kyi la șase ani de închisoare pentru corupție.
- 15 august: A fost intentat un proces împotriva Agenției Centrale de Informații și a fostului său director Mike Pompeo, acuzând agenția că spionează avocații și jurnaliștii care s-au întâlnit cu Julian Assange.

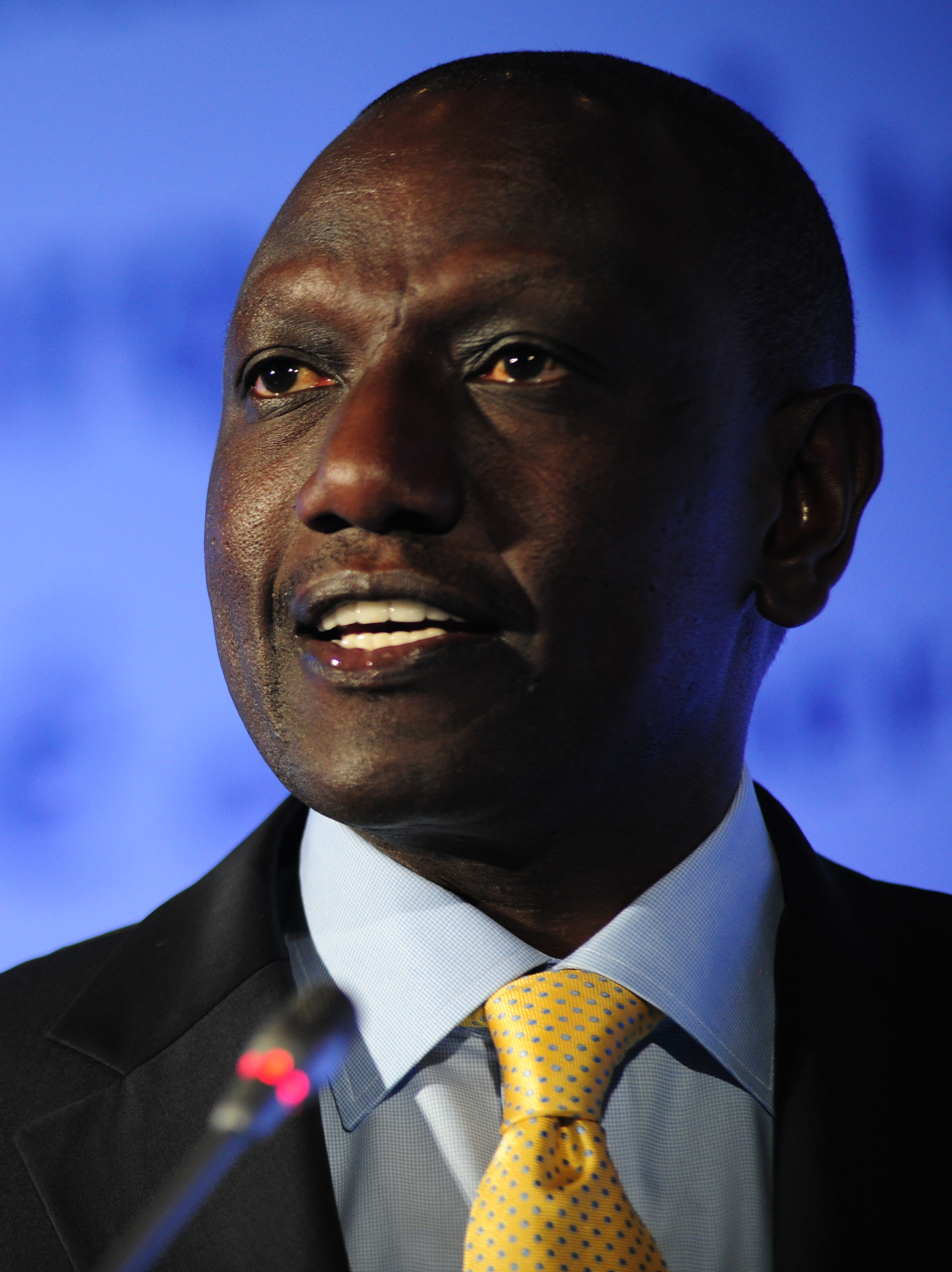
Comisia Electorală Independentă și Delimitare îl declară pe William Ruto câștigător al alegerilor generale din Kenya.

- Comisia Electorală Independentă și Delimitare îl declară pe William Ruto câștigător al alegerilor generale din Kenya.15 august: Comisia Electorală Independentă și Delimitare îl declară pe William Ruto câștigător al alegerilor generale din Kenya.
- 15 august: FIFA suspendă Federația Indiei de Fotbal pentru încălcarea statutului său privind intervenția terților. India este lipsită de drepturile de găzduire pentru turneele internaționale de fotbal, inclusiv Cupa Mondială feminină U-17 FIFA 2022, programată pentru octombrie 2022.
- 16 august: O explozie are loc la un depozit de muniție din nordul Crimeei, forțând evacuarea civililor. Observatorii sugerează că depozitul ar fi putut fi lovit de forțele ucrainene.
- 16 august: Cel puțin 16 soldați sirieni au fost uciși în atacuri aeriene turcești asupra unei baze militare din guvernoratul Alep.
- 16 august: Hamza Adel Al-Zamili, un lider al Statului Islamic – Provincia Sinai și creierul atacului la moscheea din Sinai din 2017, este ucis de soldații egipteni în timpul unei operațiuni. Alți nouă militanți sunt, de asemenea, uciși și trei arestați.
- 16 august: O femeie din Arabia Saudită este condamnată la 34 de ani de închisoare pentru că a urmărit și a retweetat dizidenții pe Twitter.
- 16 august: Prim-ministrul din Vanuatu Bob Loughman cere dizolvarea parlamentului, deoarece se confruntă cu un vot de neîncredere.
- 17 august: Rusia lansează lovituri cu rachete asupra Odesei și Mykolaiv, în sudul Ucrainei, ca răspuns la bombardamentele de sabotare asupra instalațiilor militare din Crimeea.
- 17 august: Douăzeci și una de persoane sunt ucise și alte 33 sunt rănite în urma unui atentat cu bombă la o moschee din Kabul.
- 17 august: Inflația din Regatul Unit crește la 10,1%, cel mai ridicat nivel din februarie 1982, din cauza creșterii prețurilor la combustibil și alimente.
- 17 august: Numărul morților din incendiul din 6 august într-un port de supertancuri din Matanzas, Cuba, crește la 16. Toți cei decedați erau pompieri care se luptau cu incendiul.
- 17 august: Douăzeci și șase de oameni sunt uciși în urma incendiilor de vegetație în Algeria, mai ales în orașul El Taref.
- 17 august: Turcia și Israelul convin să restabilească relațiile diplomatice depline după o perioadă de tensiuni.
- 17 august: Poliția din Tokyo, Japonia, a arestat un fost membru al comitetului de organizare a Jocurilor Olimpice de vară din 2020, după ce procurorii l-au acuzat de corupție și luare de mită.
- 17 august: Înalta Curte din Australia stabilește că Google nu este responsabil pentru materialele defăimătoare din hyperlinkurile pe care le servește ca parte a rezultatelor căutării sale.
- 17 august: Arheologii descoperă unul dintre cele mai mari situri megalitice din Europa într-o fermă din sudul Spaniei. Situl datează de 7.000 de ani și conține mai mult de 500 de pietre în picioare.
- 18 august: Au fost raportate explozii la instalațiile militare din Crimeea și regiunea Belgorod, Rusia, și se crede că au fost lansate de Ucraina. O explozie și un incendiu mare au loc la un depozit de arme de lângă Timonovo. De asemenea, sunt raportate explozii pe aeroportul Stary Oskol și în Nova Kakhovka, regiunea Herson, ocupată de ruși.
- 18 august: Au fost semnalate explozii pe Aeroportul Internațional Sevastopol. Guvernatorul Sevastopolului, Mihail Razvozhayev, spune că apărarea antiaeriană rusă a doborât o dronă a forțelor aeriene ucrainene în apropierea aeroportului.
- 18 august: Locuitorii din Kerci și din satele din apropiere din estul Crimeei raportează mai multe explozii. Oficialii din Crimeea spun că apărarea antiaeriană a fost activată în apropierea orașului, dar că „nu există niciun pericol pentru oraș sau Podul Crimeei”.
- 18 august: Mali acuză fostul său aliat Franța că ar înarma grupările teroriste jihadiste pentru a destabiliza țara. Ministrul de externe malian, Abdoulaye Diop, a declarat Națiunilor Unite că avioanele franceze încalcă spațiul aerian al țării și aruncă „arme și muniție” grupărilor teroriste de la sol. Franța neagă acuzațiile.
- 18 august: Timane Erdimi, liderul grupului rebel din Ciad Rally of Forces for Change și nepotul președintelui ciadian ucis Idriss Déby, se întoarce în țară din exilul său de 17 ani în Qatar pentru a participa la un proces de pace între guvern și numeroase grupuri rebele.
- 18 august: Biroul de statistică al Uniunii Europene raportează că inflația din zona euro a crescut la un record de 8,9% în iulie.
- 18 august: Reprezentantul adjunct pentru comerț al SUA Sarah Bianchi și ministrul taiwanez John Deng anunță că Taiwan și Statele Unite vor căuta relații comerciale oficiale între ele, inclusiv cooperarea în domeniul comerțului agricol și digital, armonizarea standardelor anticorupție și abordarea „denaturărilor semnificative” cauzate de stat.
- 18 august: Purtătorul de cuvânt al Ministerului chinez de Externe, Wang Wenbin, a spus că China se va opune oricăror acorduri comerciale cu guvernul taiwanez și i-a spus, de asemenea, guvernului american să „nu mai facă judecăți greșite”. Purtătorul de cuvânt al Ministerului Comerțului, Shu Jueting, a mai spus că China va lua măsuri pentru a-și proteja interesele.
- 18 august: Pe măsură ce începe procesul împotriva a 47 de activiști pro-democrație la Hong Kong, se anunță că 29 de activiști, printre care Joshua Wong și Benny Tai, vor pleda vinovați și 18 activiști, inclusiv Leung Kwok-hung, vor pleda nevinovați.
- 18 august: O organizație politică din Guineea îl acuză pe președintele militar Mamady Doumbouya că se află în spatele uciderilor a doi tineri în timpul protestelor antiguvernamentale de pe 17 august.
- 18 august: Președintele statului Vanuatu Nikenike Vurobaravu dizolvă Parlamentul pentru a împiedica dezbaterea unei moțiuni de cenzură împotriva prim-ministrului Bob Loughman. Se așteaptă să fie convocate alegeri anticipate.
- 19 august: Guvernul de coaliție al prim-ministrului muntenegrean Dritan Abazović se prăbușește după ce Parlamentul Muntenegrului, cu 81 de locuri, a adoptat o moțiune de cenzură cu un vot de 50-1, în urma unei dispute din cadrul coaliției cu privire la acordul semnat de guvern cu Biserica Ortodoxă Sârbă.
- 24 august: Alegeri prezidențiale în Angola. Președintele Angolei João Lourenço este reales pentru un nou mandat de președinte, învingând pe Liderul Opoziției Adalberto Costa Junior.
- 30 august: Moare Mihail Gorbaciov, ultimul Secretar General al Partidului Comunist al Uniunii Sovietice.

## Decese
- 2 august: Tudor Ghideanu, 84 ani, filosof și eseist, profesor universitar la Universitatea „Alexandru Ioan Cuza” din Iași (n. 1938)
- 2 august: Ioana Măgură Bernard, 82 ani, jurnalistă română stabilită în Germania (n. 1940)
- 6 august: Mircea Muntenescu, 71 ani, pictor, artist plastic, grafician și estetician român (n. 1951)
- 8 august: Olivia Newton-John, 73 ani, cântăreață, compozitoare și actriță australiană originară din Anglia (n. 1948)
- 8 august: Zofia Posmysz, 98 ani, scriitoare și scenaristă poloneză (n. 1923)
- 8 august: Vasile Tărâțeanu, 76 ani, poet român din Ucraina (n. 1945)
- 9 august: Raymond Briggs, 88 ani, grafician englez, caricaturist, ilustrator de romane și autor (n. 1934)
- 9 august: Donald Machholz (Donald Edward Machholz), 69 ani, astronom amator american (n. 1952)
- 12 august: Ion Solonenco, 87 ani, general de armată din Republica Moldova (n. 1935)
- 12 august: Anne Heche, 53 ani, actriță americană (Donnie Brasco), regizoare și scenaristă (n. 1969)
- 12 august: Wolfgang Petersen, 81 ani, regizor de film, german (Troia), (n. 1941)
- 14 august: Svika Pick, 72 ani, cântăreț și compozitor israelian de muzică ușoară (n. 1949)
- 14 august: Anthony Simpson, 86 ani, om politic britanic, membru al Parlamentului European (1979–1994) (n. 1935)
- 16 august: Joseph Delaney (Joseph Henry Delaney), 77 ani, autor de fantasy și science-fiction, autor al Cronicilor Wardstone (n. 1945)
- 18 august: Rodica Braga, 84 ani, scriitoare română (n. 1938)
- 20 august: Daria Dughina, 29 ani, jurnalistă și activistă rusă, fiica filozofului politic Aleksandr Dughin (n. 1992)
- 21 august: Alexei Panshin, 82 ani, scriitor american de science-fiction (n. 1940)
- 22 august: Stuart Anstis, 48 ani, chitarist britanic, membru al formației Cradle of Filth (n. 1974)
- 22 august: Capriel Dedeian, 61 ani, chitarist și compozitor român de etnie armeană (n. 1960)
- 22 august: Piotr Szkudelski, 66 ani, toboșar polonez, membru al trupei poloneze Perfect (n. 1955)
- 24 august: Kallistos Ware, 87 ani, episcop al Patriarhiei Ecumenice din Constantinopol (n. 1934)
- 25 august: Andrei Slavnov, 82 ani, fizician-teoretician rus (n. 1939)
- 27 august: Iulian-Gabriel Bîrsan, 65 ani, inginer, cercetător științific și profesor universitar din România (n. 1956)
- 30 august: Gheorghe Berceanu, 72 ani, luptător român, campion olimpic (1972) (n. 1949)
- 30 august: Mihail Gorbaciov, 91 ani, om de stat rus, Secretar General al Partidului Comunist al Uniunii Sovietice (1985–1991) și președinte al URSS (1990–1991), laureat al Premiului Nobel pentru Pace (1990) (n. 1931)
- 30 august: Don L. Lind (Don Leslie Lind), 92 ani, om de știință, ofițer naval, și astronaut american (n. 1930)